# Regan Poole
Regan Leslie Poole (sinh ngày 18 tháng 6 năm 1998) là cầu thủ bóng đá người xứ Wales chơi ở vị trí trung vệ. Anh hiện đang thi đấu cho câu lạc bộ Milton Keynes Dons.

## Sự nghiệp

### Manchester United
Ngày 1 tháng 9 năm 2015, Newport County xác nhận rằng Poole đã gia nhập Manchester United với mức phí 100,000 bảng Anh, có thể tắng lên 400,000 bảng phụ phí.
Poole được điền tên vào đội hình Manchester United trong giai đoạn loại trực tiếp của UEFA Europa League 2015–16 và mang áo số 41. Anh có trận ra mắt United khi vào sân thay  Ander Herrera vào phút cuối trong chiến thắng 5–1 trước Midtjylland vào ngày 18 tháng 2.